# Petrovskijstadion
Petrovskijstadion (Стадион «Петровский») är det ryska fotbollslaget Zenit Peterburgs hemmaarena. Arenan ligger i S:t Petersburg på en ö som ligger i floden Lilla Neva.

## Historia
1924-25 byggdes Leninarenan designad av arkitekterna N.V. Baranov, O.I. Guryev och V.M. Fromzel. Under belägringen av Leningrad förstördes arenan helt, inte minst eftersom den svåra vintern 1942-43 gjorde att läktarna måste rivas och användas till ved. 1957 - 1961 genomfördes stora renoveringar av arenan, den största före sommar-OS 1980 i Moskva. Då var arenakapaciteten 33 000 platser. 1992 fick arenan sitt nuvarande namn.
Petrovskijstadion blev känd i världen då man höll Goodwill Games 1994. Efter ytterligare renoveringar ändrades arenakapaciteten till 21 570 platser, man gjorde då mer bekväma säten i hela arenan. Alla säten är gjorda av vädertålig plast. Sätena är i olika färger, beroende på sektion och avstånd till planen.

## Adress
S:t Petersburg, Petrovskijön, 2-g
Санкт-Петербург, Петровский остров, 2-г